# Attilio Cattani

Attilio Cattani

(Attilio Cattani)
Attilio Cattani (Sanremo, 1900 – Milano, 10 ottobre 1972) è stato un diplomatico italiano, Segretario generale del Ministero degli Affari Esteri dal 1961 al 1965 e, forse, il diplomatico di carriera che ha contribuito maggiormente alla costruzione dell’edificio europeo.

## Biografia

### L'ingresso nella carriera diplomatica
Laureatosi in giurisprudenza nel 1921, presso l'Università di Bologna, Cattani entrò nella carriera diplomatica nel 1927. Le sue prime sedi furono gli uffici consolari di Durazzo, Mentone e Parigi. Trasferito ad Atene come secondo segretario d'ambasciata, fu poi assegnato a Roma, alla Direzione degli affari europei e del Mediterraneo; in seguito gli fu affidata la segreteria della Commissione internazionale dei mandati. Fu poi a Città del Messico, a Kaunas e, allo scoppio della Seconda guerra mondiale, fu assegnato all'Ambasciata d'Italia presso la Santa Sede.
L'8 settembre 1943, Cattani era a console aggiunto a Zurigo e, come la maggior parte del corpo diplomatico, si mantenne fedele alla monarchia, rifiutandosi di aderire alla Repubblica Sociale Italiana.

### La partecipazione ai primi organismi comunitari
Nel novembre 1945 il Ministro degli Esteri De Gasperi nominò Cattani capo dell'Ufficio I della Direzione Affari Politici del Ministero; il successivo ministro, Carlo Sforza, lo promosse vice direttore generale per gli Affari economici (1947) e poi lo inviò a Parigi quale sostituto del delegato italiano alla Conferenza per il Piano Marshall. In tale veste, Cattani inviò un rapporto riservato al suo diretto superiore politico, esprimendo perplessità sul progetto di quest'ultimo, relativo all'Unione doganale Italo-francese. Tale obiettivo regionale – secondo Cattani – sarebbe stato di imbarazzo ai più ampi piani di unione politica europea, che l'Italia perseguiva. Il progetto doganale di Sforza, il cui europeismo era indiscutibile, aveva però finalità più sottili: egli aveva intuito il timore della Francia di costituire l'anello debole del costituendo dispositivo di difesa occidentale (la N.A.T.O.). Con la sua proposta riuscì a convincere i Francesi dell'affidabilità della stessa – inizialmente esclusa dal progetto di alleanza - e della strategicità della partecipazione dell'Italia, che li avrebbe automaticamente protetti al confine transalpino. Ed ebbe successo.
A Sforza, peraltro, piacque la franchezza del diplomatico sanremese e lo promosse Ministro plenipotenziario di II classe e, nel febbraio 1949, lo nominò delegato aggiunto della rappresentanza italiana permanente presso l'OECE. A Parigi, Cattani assistette alla firma della prima delle Comunità europee, la CECA (1951). Rimase nella Capitale francese sino al 1955, quando il nuovo Ministro Martino lo richiamò a Roma quale direttore generale per gli Affari economici. In tale veste, Cattani fu il principale negoziatore, per l'Italia, dei princìpi e delle clausole diplomatiche che informarono prima lo spirito della Conferenza di Messina (1955) e poi i trattati istitutivi della Comunità Economica Europea (C.E.E.) e dell'Euratom (Trattati di Roma, 1957).
Nel 1958, per la profondità del suo ideale europeo e per la sua competenza in materia di economia (affinata prima come Vice direttore e poi come Direttore degli affari economici del Ministero e, infine, come rappresentante italiano presso l'OECE), Cattani fu inviato a Bruxelles in qualità di capo della rappresentanza italiana presso le Comunità europee.

### Gli anni della Segreteria generale
Nel 1961, il Ministro degli Esteri Antonio Segni promosse Cattani ambasciatore di grado e, nel luglio dello stesso anno, Segretario generale del Ministero degli Esteri, cioè la più alta carica della diplomazia italiana. Cattani occupò tale incarico in un momento di particolare crisi dell'ideale comunitario europeo. Con l'avvento del generale De Gaulle, infatti, la Francia aveva posto il veto all'ingresso della Gran Bretagna nella CEE, assumendo una posizione in contrasto con le linee della politica estera italiana ed opposte a quanto sinora perseguito dalla repubblica transalpina. Anche altre proposte golliste avrebbero relegato la comunità in ruoli secondari nello scacchiere politico continentale: il progetto di un “direttorio” atlantico, nel quale la Francia avrebbe affiancato Gran Bretagna e Stati Uniti, autonomamente rispetto ai suoi partner comunitari; quello di un “patto mediterraneo”, che avrebbe rimandato a data da destinarsi l'eventuale unione politica tra stati del nord e del sud d'Europa, etc..
Cattani capì che, in tale situazione, l'Italia, pur senza porsi mai in antagonismo con il vicino francese, doveva comunque proseguire nella politica di cooperazione europea, e mantenere sempre aperto il tema dell'adesione britannica alla CEE; per fare ciò, ritenne imprescindibile che la diplomazia italiana operasse secondo linee assolutamente non contraddittorie. Introdusse, pertanto, alla Farnesina, il metodo di indire riunioni periodiche tra le direzioni generali e le principali rappresentanze italiane all'estero, con tanto di redazione di verbale. Riuscì in tal modo a perseguire una efficace linea politica finalizzata al rafforzamento della coesione degli stati aderenti alla CEE, che proseguirono comunque il negoziato per l'adesione del Regno Unito, e un'azione diplomatica verso la Repubblica Federale Tedesca che convinse anche la Francia a valorizzare i rapporti franco-tedeschi.
Nella sua azione diplomatica, Cattani non tralasciò i rapporti con gli Stati Uniti, ai quali rappresentò l'esigenza degli alleati europei che la sospensione degli esperimenti nucleari (1963) non comportasse, per il futuro, un divieto assoluto alla creazione di una autonoma forza dissuasiva europea.
Cattani lasciò la carriera diplomatica, per raggiunti limiti di età, nel maggio 1965. Insieme all'ex Ministro degli Esteri Giuseppe Medici, fu tra i fondatori dell'Associazione Italiana per gli Studi di Politica Estera (AISPE) e della Rivista “Affari Esteri”. È scomparso a soli settantadue anni d'età.